# Le Mesnil-Durdent
Le Mesnil-Durdent é uma comuna francesa na região administrativa da Normandia, no departamento de Sena Marítimo. Estende-se por uma área de 1,33 km². Em 2010 a comuna tinha 21 habitantes (densidade: 15,8 hab./km²).